# Vauvert (Gard)
Vauvert ist eine Gemeinde mit 11.772 Einwohnern (Stand 1. Januar 2022) im Département Gard in Frankreich. Im Mittelalter hieß der Ort Posquières.

## Geographie
Vauvert liegt in dem Dreieck zwischen der Camargue, Montpellier und Nîmes, im Weinanbaugebiet Costières de Nîmes. 

## Geschichte
Die heutige Domaine Montcalmès war schon den karolingischen Herrschern bekannt: Bereits 772 war sie im Besitz des Klosters Aniane (Böhmer-Mühlbacher Deperdida = bm dep. 024). 814 schenkte Kaiser Ludwig der Fromme das „Castrum Montecalmense“ dem Kloster Aniane (Regesta Imperii I, 522). Eine weitere Schenkung an Aniane erfolgte 815 (bm 0580). Diese Schenkung wurde 822 von Ludwig dem Frommen bestätigt (bm 0752) und 852 von Karl dem Kahlen (Diplomata Karoli Calvi = D_Charles_II., 0155). 
Der Kernort ist historisch wesentlich jünger, er erscheint nach der französischen Geschichtsschreibung erst 1308 als „Vallis viridis“. In Vauvert bestand eine jüdische Religionsschule, an der Abraham ben David von Posquières lehrte.

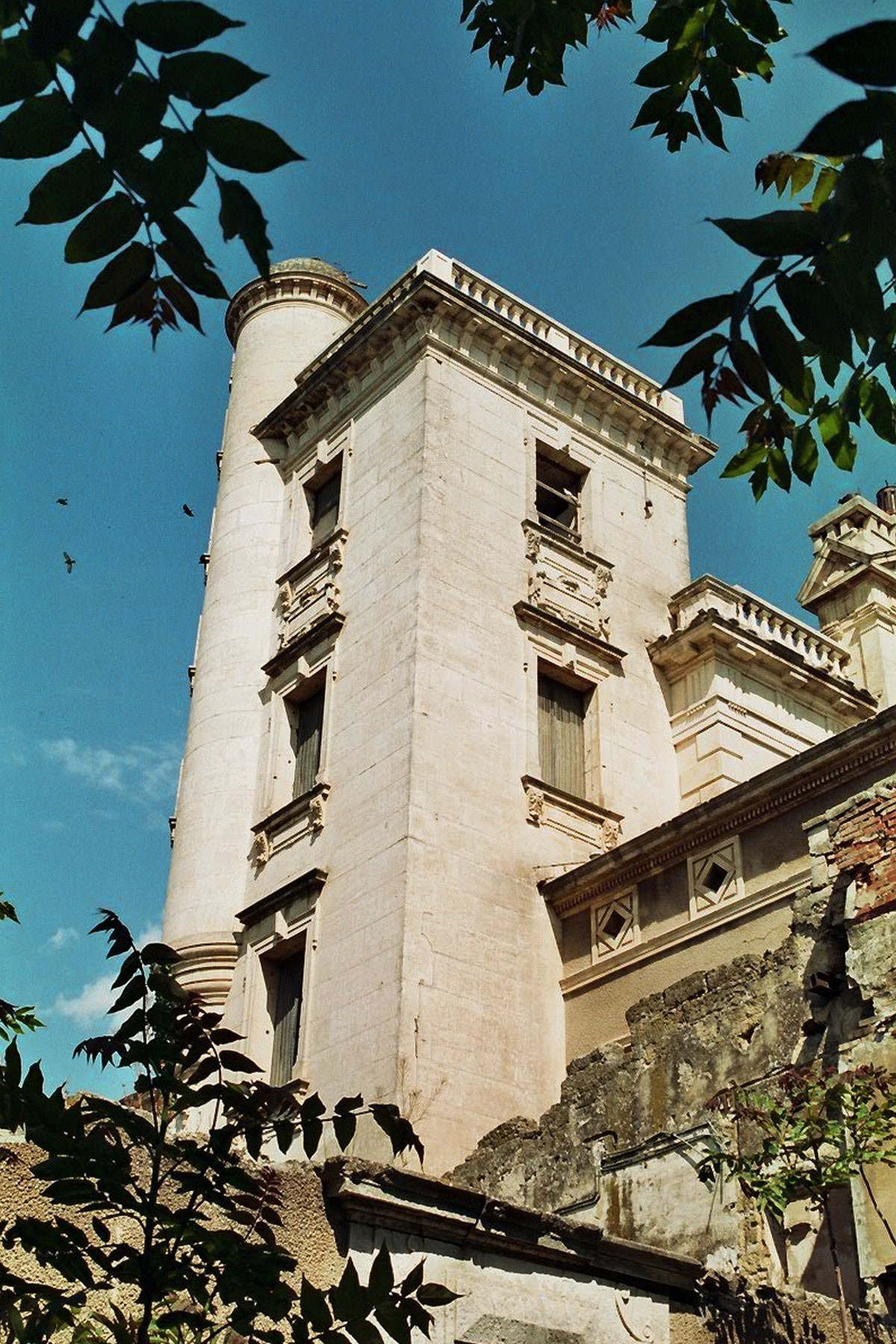
Château de Montcalm

| Jahr      | 1962  | 1968  | 1975  | 1982  | 1990   | 1999   | 2008   | 2017   |
| --------- | ----- | ----- | ----- | ----- | ------ | ------ | ------ | ------ |
| Einwohner | 5.031 | 6.345 | 7.472 | 9.103 | 10.296 | 10.600 | 11.247 | 11.608 |